# 김동하 (1918년)
김동하(金東河, 1918년 4월 15일 ~ 1995년 12월 3일)는 대한민국의 군인, 정치인, 체육인, 체육행정가임과 동시에,태평양 전쟁당시의 친일파이다.

## 생애
함경북도 무산에서 출생하였고 본관은 수안(遂安)이다. 지난날 한때 경상남도 김해를 거쳐 황해도 수안에서 잠시 유아기를 보낸 적이 있는 그는 후일 만주에 건너가 만주 지린성 지린에서 성장하였다. 태평양 전쟁 기간 중인 1942년에 만주의 신경군관학교를 제1기로 졸업하고 만주군 장교로 임관했다. 그리고 이는 명백한 친일 행위이다. 박정희의 신경군관학교 1년 선배이다.
만주군 대위일 때 일본군이 전쟁에서 패하자 귀국하여 1946년 육군 소위로 임관했다. 그 후 미국 육군참모대학교를 졸업하였고 1949년 대한민국 해병대 창설 요원으로 참여하였다. 한국 전쟁이 발발하자 참전하여 인천 상륙 작전, 서울 탈환, 도솔산 전투, 대우산 전투 등 주요 전투에 참가하였다. 1951년에는 펀치볼 전투에서 승리하여 수훈을 세웠다.
1953년에는 교육단장을 역임했고, 휴전 협정 체결 후인 1958년에 해병 제1상륙사단장에 올랐다. 1961년 박정희의 5·16 군사정변에 해병대를 이끌고 동참했다. 당시 계급은 해병 소장이었으며 박정희와 함께 한강대교를 건넌 정변의 핵심 세력 중 한 명이었다.
정변 성공으로 국가재건최고회의 고문과 대한체육회 회장, 최고회의 운영기획위원장, 최고회의 재정경제위원장, 최고회의 외무국방위원장 등을 차례로 지내고 1963년 해병 중장으로 예편하였다. 그러나 1963년에 박임항 등 정변 세력 내의 함경도 인맥이 대거 숙청된 반혁명사건에 연루되면서 군사재판에 회부되어 권력에서 멀어졌다. 김동하는 박정희의 조카사위이자 제3공화국 정권의 2인자로 부상한 김종필을 반대하는 대표적인 인물이었다.
이후 풀려나 한국마사회 회장 등을 지냈으며, 재단법인 5·16민족상 이사로도 활동했다.
1993년 1월 중순 시절부터 파킨슨 증세와 당뇨병 등의 합병증으로 투병하다가 1995년 12월 3일을 기하여 별세하였다. 그의 유해는 대전현충원 장군묘역에 있다. 장군1-50
한국 전쟁에서 세운 공로로 을지무공훈장을 받았고, 전쟁기념관은 2001년 12월에 김동하를 '이 달의 호국인물'로 선정하여 현양행사를 거행한 바 있다.
하지만 만주군 대위의 경력때문에 2009년 간행된 친일인명사전에 이름이 올라가 있다.

## 학력
- 만주 신경군관학교 1기
- 대한민국 육군사관학교 2기
- 대한민국 통위부 보병학교 졸업
- 미국 육군참모대학교 졸업
- 미국 해병참모대학교 졸업
- 대한민국 국방대학교 행정학사 1기(1956년)

## 같이 보기
- 5·16 군사정변
- 친일파
- 쿠데타